# Leptusa atrocephala
Leptusa atrocephala är en skalbaggsart som beskrevs av Max Bernhauer 1905. Leptusa atrocephala ingår i släktet Leptusa och familjen kortvingar. Inga underarter finns listade i Catalogue of Life.